# Kostnice (Nové Městečko)
Kostnice v katastru vesnice Nové Městečko poblíž vsi Annín je barokní stavba umístěná na okrouhlé kamenné hřbitovní zdi kostela svatého Mořice. Její prostory se šindelovou střechou ukrývají na 5000 lidských kosterních pozůstatků. Dosud nebyly tyto kosterní pozůstatky prozkoumány a není ani jasné odkud kosti pocházejí. Dochovaná nástěnná výmalba interiéru kostnice připomíná tzv. Memento mori. 

## Galerie

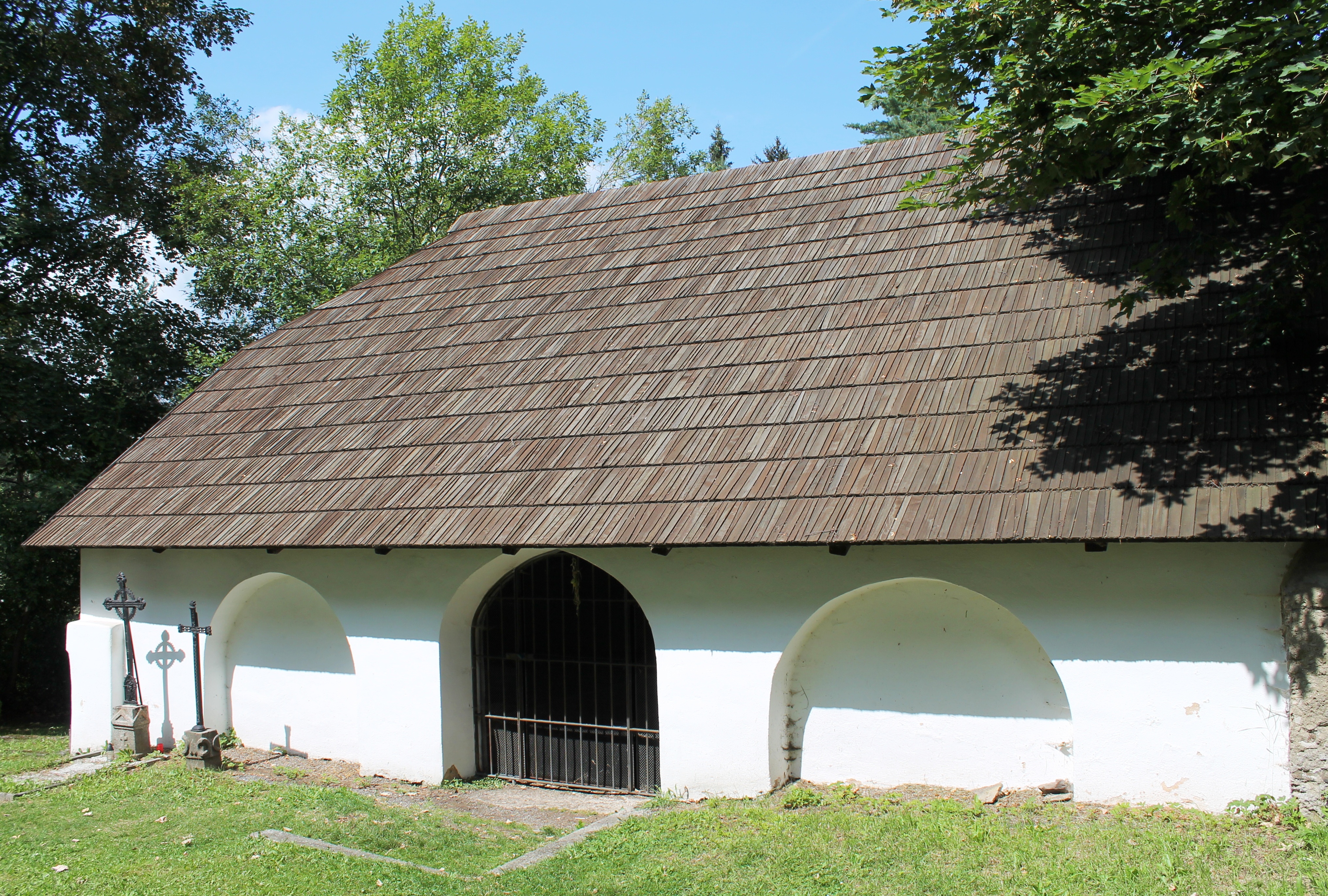
Kostnice z hřbitova
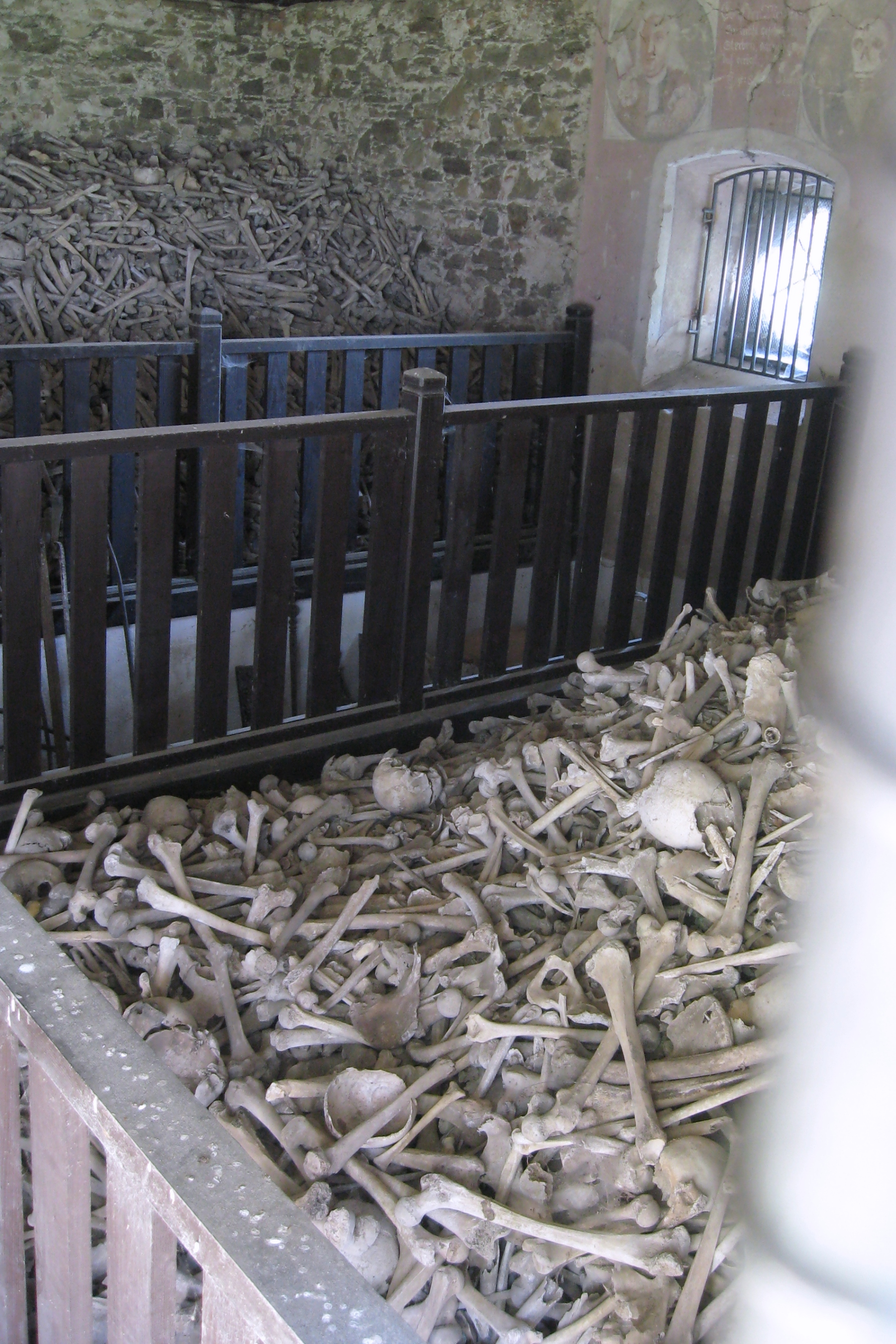
Pohled oknem dovnitř
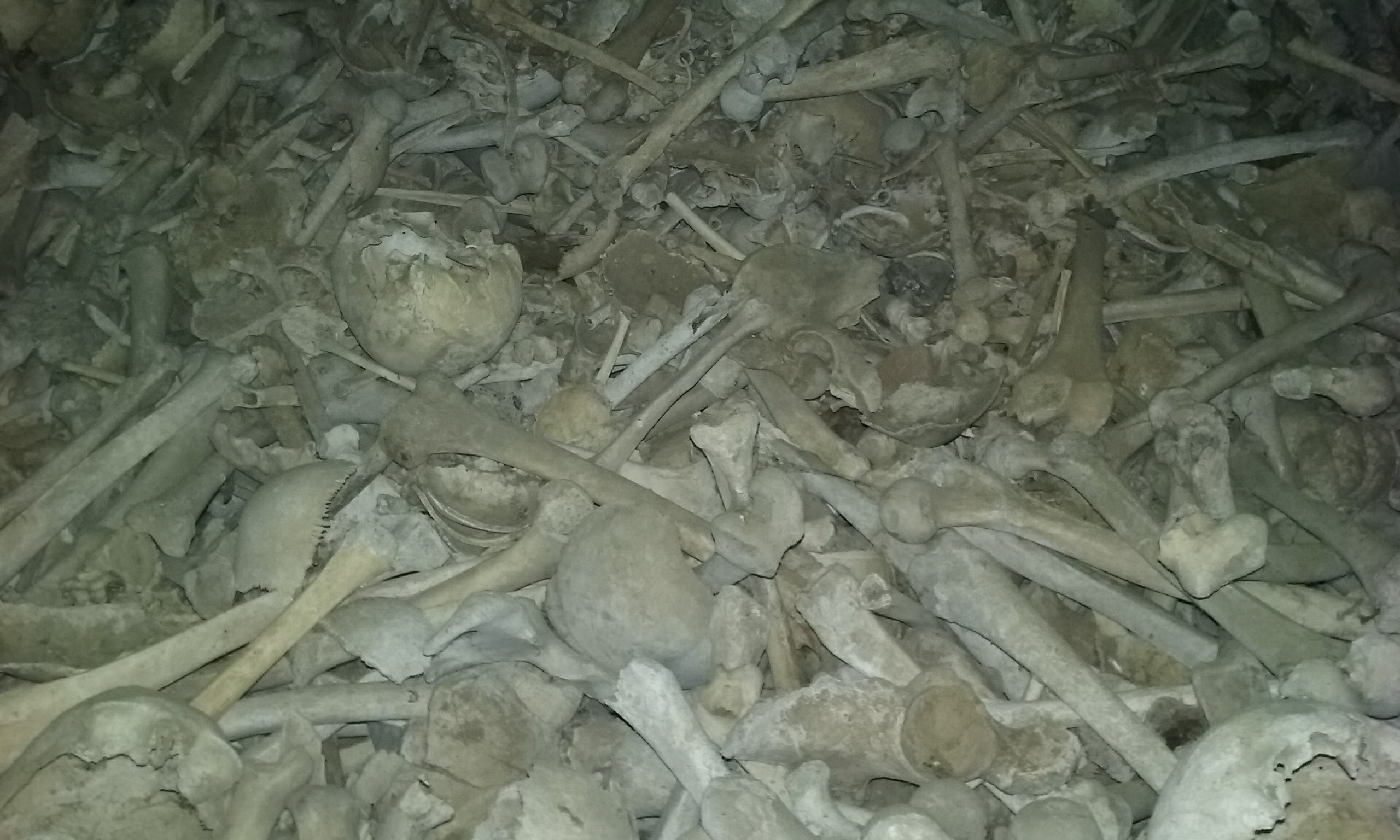
Detail na kosti